# SHA-1 Collision Search Graz
SHA-1 Collision Search Graz was een distributed computingproject dat botsingen probeerde te vinden in de SHA-1 hashfunctie. Het project maakte gebruik van de BOINC-client. Een botsing houdt in dat de SHA-1 hashfunctie voor twee verschillende invoerwaarden dezelfde hashwaarde oplevert. Het project werd opgezet door de Graz University of Technology in Oostenrijk.

## Toelichting
De SHA-1 hashfunctie berekent voor een invoerwaarde van maximaal 264 bits een hashwaarde met een grootte van 160 bits. Er zijn meer invoerwaarden dan uitvoerwaarden voor deze hashfunctie dus botsingen zijn onvermijdelijk. Een goede hashfunctie dient er voor te zorgen dat het lastig is om twee invoerwaarden te vinden die na het hashen dezelfde uitvoer geven. Dit project probeert een botsing te vinden door te kijken naar de werking van de SHA-1 hashfunctie en aan de hand daarvan een botsing op te sporen.

## Geschiedenis
Het project begon op 8 augustus 2007. Op 12 mei 2009 werd bekend dat het project werd stopgezet wegens gebrek aan voortgang.